# 陈波 (1970年)
陈波（1970年1月—），女，中华人民共和国外交官，曾先后在外交部欧亚司、中国驻南斯拉夫大使馆、外交部欧洲司、中国驻塞尔维亚大使馆工作。2015年至2019年任中华人民共和国驻波斯尼亚和黑塞哥维那特命全权大使，2019年至2023年任中华人民共和国驻塞尔维亚共和国特命全权大使。

## 生平

### 早期外交事业
出生于1970年1月的陈波毕业于外交学院。1992年，她进入外交部工作，任外交部欧亚司科员、随员。1996年至1999年，担任驻南斯拉夫联盟共和国大使馆随员、三秘。期间于1999年5月，在驻南使馆遭遇炸馆事件，并于同月在北京举行的中国驻南联盟使馆工作人员和新闻工作者英雄事迹报告会上“历数了北约在南联盟犯下的滔天罪行”。1999年起，调回外交部欧亚司，历任三秘、副处长、处长，直至2004年调往外交部欧洲司担任处长。2006年至2008年，任驻塞尔维亚共和国大使馆参赞。2008年，调回外交部欧洲司，任参赞。2011年起担任该司副司长，后兼任首任中国—中东欧国家合作秘书处副秘书长。

### 挂职河北
2014年10月，陈波挂职河北省唐山市，开始担任唐山市人民政府副市长，任期一年。10月29日，经唐山市第十四届人大常委会第十一次会议通过，她被正式任命为副市长。她负责科技、档案、地方志等方面的工作。挂职期间，参与了2016年唐山世界园艺博览会的筹备工作。2015年10月，其任期终止。10月30日，经唐山市第十四届人大常委会第二十一次会议表决通过，决定免去陈波的副市长职务。

### 重回外交岗位
挂职结束后，陈波回到外交岗位，接替董春风担任中华人民共和国驻波斯尼亚和黑塞哥维那特命全权大使。2015年10月12日，陈波抵达波黑履新，并于14日向波黑主席团轮值主席德拉甘·乔维奇递交国书。11月3日，根据全国人民代表大会常务委员会的决定，国家主席习近平正式免去董春风的职务，任命陈波为中国驻波黑大使。上任后先后拜会乔维奇、波黑部长会议主席戴尼斯·兹维兹迪奇等多位政府官员，并多次提到“一带一路”合作倡议和“16+1合作”。2016年7月7日，波黑“欧洲经理人协会”举办第三十四届波黑最佳经理人和年度人物颁奖典礼，陈波获得“地区最佳大使”奖。
2018年11月30日至12月4日，陈波先后离任拜会了波黑多位政府官员，表明其即将离任，又于12月18日举行离任招待会。2019年1月27日晚，陈波抵达塞尔维亚首都贝尔格莱德履新，并于次日向塞尔维亚外交部礼宾司司长佩特罗维奇递交国书副本。1月29日，陈波向塞尔维亚总统亚历山大·武契奇递交国书。2月3日，根据全国人民代表大会常务委员会的决定，国家主席习近平正式免去陈波的职务，由季平接替她担任中国驻波黑大使；同时任命陈波为中华人民共和国驻塞尔维亚共和国特命全权大使，接替前任大使李满长。这是陈波时隔十年后再次来到驻塞使馆工作。任内，两国关系愈发亲密，塞尔维亚积极参与中国主导的“一带一路”建设。2019冠状病毒病疫情在欧洲发生后，塞尔维亚与中国积极合作，中国向塞尔维亚提供医疗物资，并派遣专家协助抗疫。2022年7月16日，海南航空复航北京—贝尔格莱德航线，陈波归国7个月后同机抵达。
2023年8月，自驻塞尔维亚大使离任，改任中国国际问题研究院院长。

## 家庭
已婚，有一女。